# فاتك (اسم)
فاتك هو اسم علم مذكر من أصل عربي، ومعناه هو الجريء المقاتل و فاتك الرومي (ت 350هـ) ممدوح المتنبي.

## شخصيات تحمل الاسم
- فاتك بن أبي جهل الأسدي
- فاتك بن زيد

## وصلات خارجية
- موسوعة السلطان قابوس لأسماء العرب نسخة محفوظة 5 أبريل 2019 على موقع واي باك مشين.